# 哈辛托·金科塞斯
哈辛托·金科塞斯（1905年7月17日—1997年5月10日）是一名西班牙球员和教练，以及巴伦西亚足球俱乐部主席。在球场上司职中后卫，被看作是战争时期一个伟大的防守球员。
他从1928年至1936年間代表西班牙国家足球队出场25次，同時他也随队参加了1934年国际足联世界杯。1945年成为国家队教练，並执教了两场比赛。

## 职业生涯
- 拉科鲁尼亚  1920-1931
- 皇家马德里  1931-1936, 1939-1942(中断，由于 西班牙内战)

## 主教练生涯
- 萨拉戈萨 –1942-1943年,1956-1958年
- 西班牙国家足球队 –1945年
- 皇家马德里 –1945-1946,1947-1948年
- 瓦伦西亚 –1948-1954,1958至1960年
- 马德里竞技 –1954年至1955年[3]

## FPV主席
由于Quincoces是 巴斯克回力球 帕拉 播放之前的一个专业足球，所以当他的职业生涯結束，他选择了通过对佛朗哥当局作为主席的 巴伦西亚Pilota联邦，他相信巴斯克和巴伦西亚自治 手球 运动是一样的。 Quincoces多次宣布新闻，他承坦不愿意接受这一項任务，但同时他也负责(1960年代末和70年代初)提倡並采取新的措施。例如开始青年锦标赛义务的 trinquets ，希望主办专业的比赛，这是 pilotaris如 Genovés我 和 Xatet de民宿开始的。